# Palazzo Caracciolo di Girifalco
Il Palazzo Caracciolo di Girifalco è un edificio di valore storico e architettonico di Napoli, ubicato in via Salvator Rosa.

## Storia e descrizione
Nella veduta Baratta del 1629 non vi sono edifici su questo lotto, unico ancora libero di questa cortina. Giuseppe Fiengo cita questo palazzo tra quelli soggetti nel biennio 1734-1735 a lavori di consolidamento e ampliamento dopo i danni del terremoto del 1732, facendo così intuire che sul sito esisteva già un edificio costruito nei decenni precedenti. Infatti, esistono documenti di pagamento risalenti proprio a quegli anni nei quali Francesco Ferro, per conto di Nicola Maria Caracciolo, duca di Girifalco, paga i lavori che si stanno facendo nel palazzo all'ingegnere Porpora e ai capomastri Nicola Onorato e Domenico De Luca. 
Roberto Pane avanzò un'attribuzione nei confronti del Sanfelice, che però non trova alcun riscontro documentario, né stilistico.
L'edificio può senz'altro essere considerato tra i più particolari del Settecento napoletano. Esso si caratterizza per la sua facciata poligonale a tre piani (più sopraelevazione) dal basamento listato che segue l'andamento della curva stradale, a cui si aggiunge un caratteristico bow window che occupa due piani in corrispondenza del portale di ingresso. La sobrietà della scala che affaccia sul cortile principale (dal quale si svia verso altri due cortili laterali) fa pensare al fatto che il progettista che rifece il palazzo negli anni '30 del XVIII secolo badò soprattutto all'imponenza dell'esterno.
Il palazzo probabilmente già nel corso dell'Ottocento venne adattato a condominio e si presenta attualmente in buone condizioni di conservazione.